# Réti margitvirág
A réti margitvirág vagy margaréta (Leucanthemum vulgare) az őszirózsafélék (Asteraceae) családjába, az őszirózsaformák (Asteroideae) alcsaládjába tartozó növényfaj. Nemzetségének a típusfaja. Európában és Ázsia mérsékelt övi részein fordul elő, inváziós fajként Észak-Amerikába és Ausztráliába is behurcolták. Rétek, gyepek, útszélek növénye, a félárnyékos vagy napsütéses helyeket kedveli. A szelet jól tűri, a sós tengeri levegőt nem tolerálja.
A Leucanthemum nemzetség Eurázsiából származik. Molekuláris genetikai vizsgálata folyamatban van. Az eddigi Leucanthemum vulgare/Leucanthemum atratum gyűjtőfajok leírása valószínűleg változni fog, a poliploidizáció és a hibridképződés miatt rendszertanilag különösen nehezen kezelhető növények.
Kerti dísznövényként gyakran más Leucanthemum-fajokat, illetve hibrideket használnak: Leucanthemum maximum, Leucanthemum lacustre × maximum vagy Leucanthemum superbum.

## Jellemzői

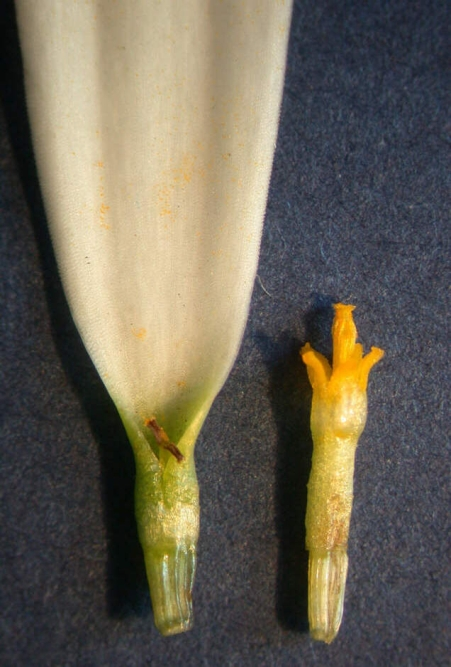
Egy nyelves (balra) és egy csöves virág

Lágy szárú, évelő növény. Mélyen gyökerezik, 20–70 cm magasra nő meg, a szár egyszerű, néha elágazó. Alakgazdag faj. Az élénkzöld tőlevelek tojásdadok vagy lapát formájúak, csipkés szélűek; a szárlevelek ülők, ék alakúak, durván fogazottak, felfelé haladva csökkenő méretűek. A Raunkiær-féle életforma-osztályozás szerint protohemikriptofiton (H5). Májustól októberig virágzik. Hosszú kocsányain 4–6 cm széles, magánosan álló fészekvirágzat fejlődik. A 20-30 fehér színű, szétálló, legfeljebb 6 mm széles nyelves virág meddő. A hímnős csöves virágok aranysárgák. Képes a vegetatív szaporodásra, de az ivaros szaporodás a jellemzőbb. Az öntermékeny virágokat méhek, legyek, bogarak, lepkék porozzák. Termése zöldesszürke vagy világosszürke, 4 mm hosszú, 10 bordás kaszattermés, a bordák közt fekete gyantamirigyekkel. A magok (kb. 200 db fészkenként) a széllel és a terméseket elfogyasztó állatok ürülékével terjednek.

## Alfajai
- Leucanthemum vulgare subsp. parviceps (Briq. & Cavill.) Vogt & Greuter
- Leucanthemum vulgare subsp. pujiulae
- Leucanthemum vulgare subsp. vulgare

## Hatóanyagai
Poliacetiléneket, flavonoidokat, cikliteket tartalmaz.

## Felhasználása
Kivonata a bőrfelülettel érintkezve erősen allergizál, valószínűleg poliacetilén-tartalma miatt.
Virágát vagy virágos hajtását használják fel. Az orvostudomány nem használja, a népi gyógyászat belsőleg légúti megbetegedések vagy idegesség, külsőleg sebek kezelésére használja. A homeopátiában idegesség, álmatlanság ellen adják.
Bimbója marinálva – a százszorszéphez hasonlóan – a kapribogyó pótlására is felhasználható.
Fogyasztása nem javasolt, ugyanis a növény pirrolizidin alkaloidokat tartalmaz, amelyek bizonyítottan mérgezők a máj számára!

## Margaréta a kultúrában
A „szeret, nem szeret” (franciául: effeuiller la marguerite) játékos mondókát ehhez a virághoz társítják.

## Hasonló fajok
- százszorszép – kisebb termetű
- székfű, ebszékfű – levelei szárnyaltak

## Képgaléria

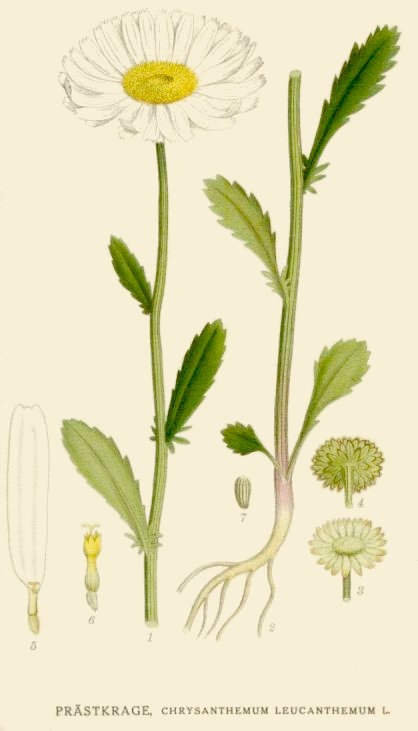
Illusztráció
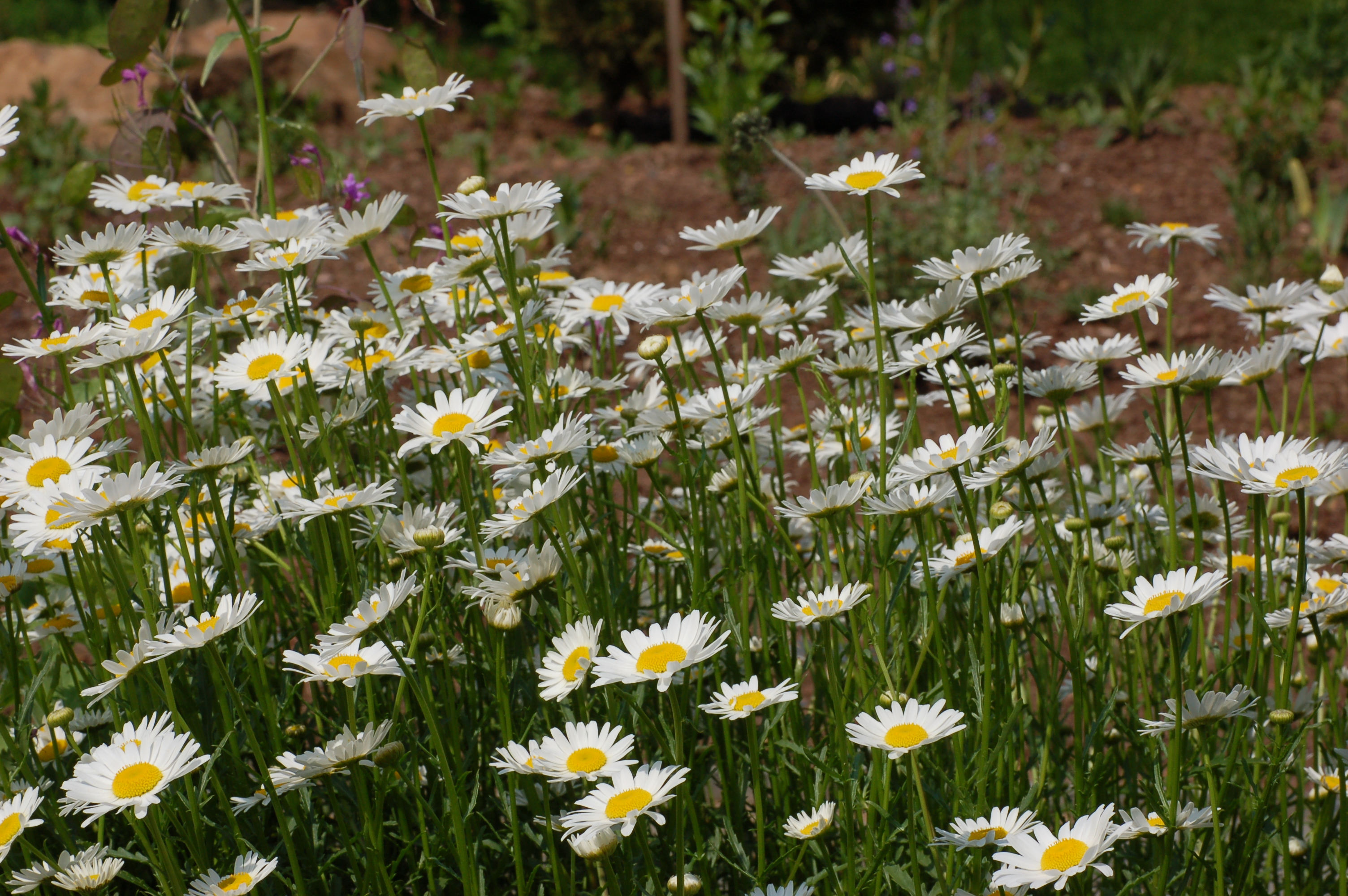
Virágzó margaréták
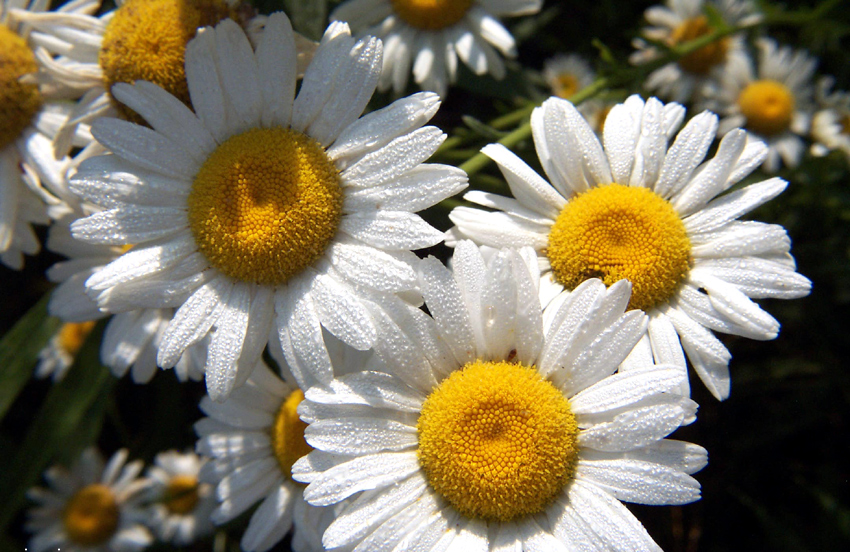
Nedves virágok
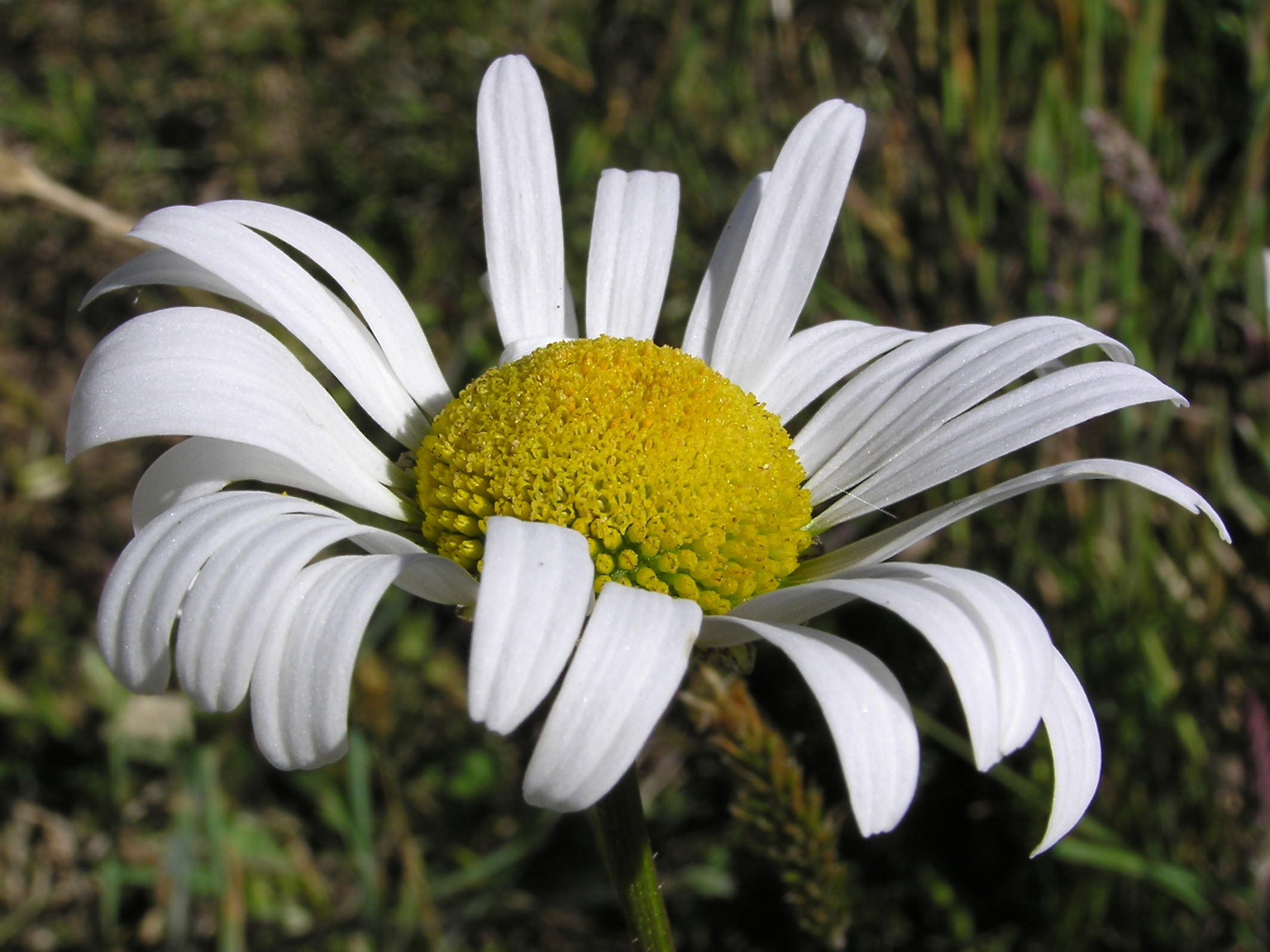
A megporzás után kidomborodó közép
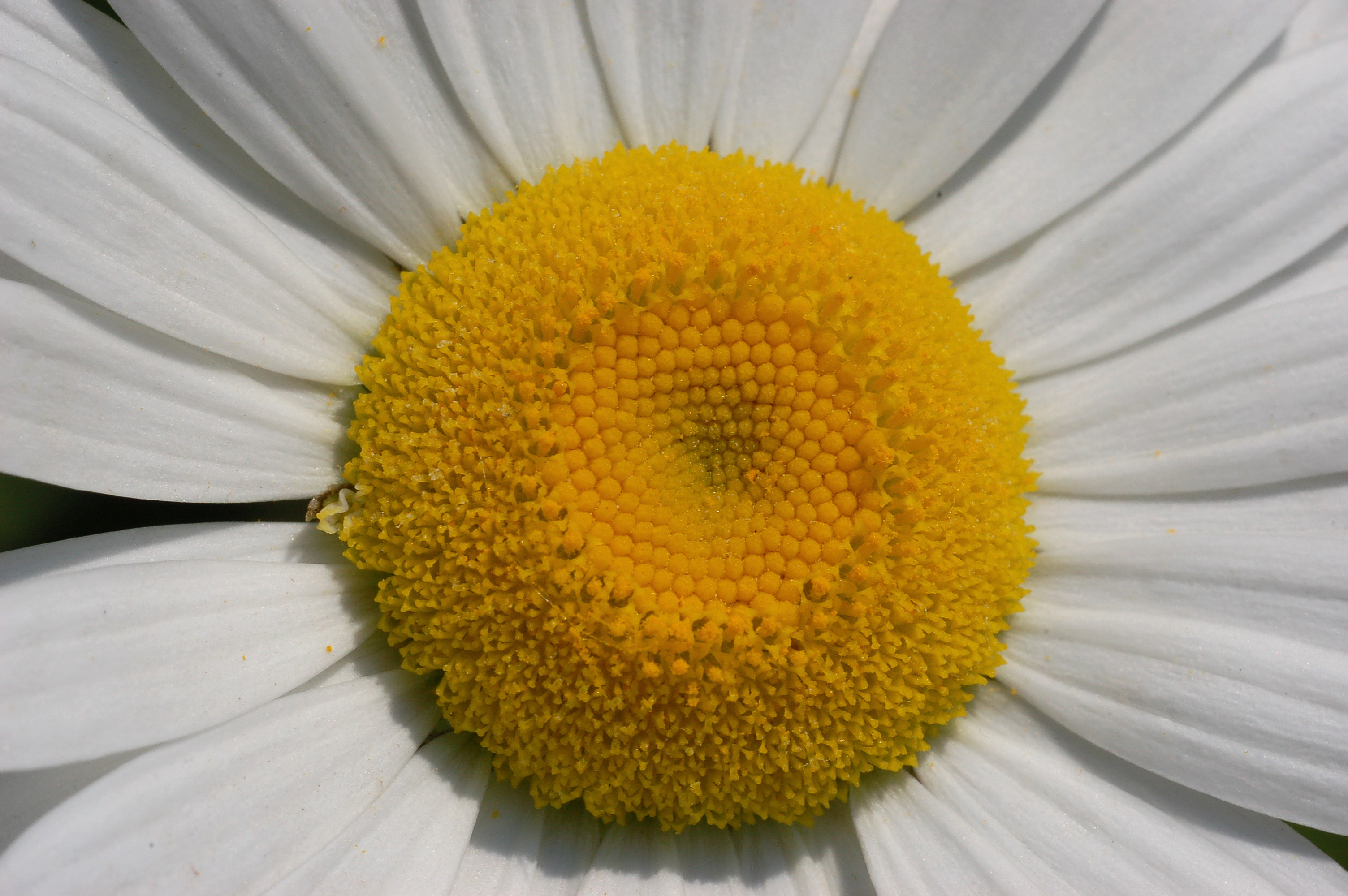
Közeli
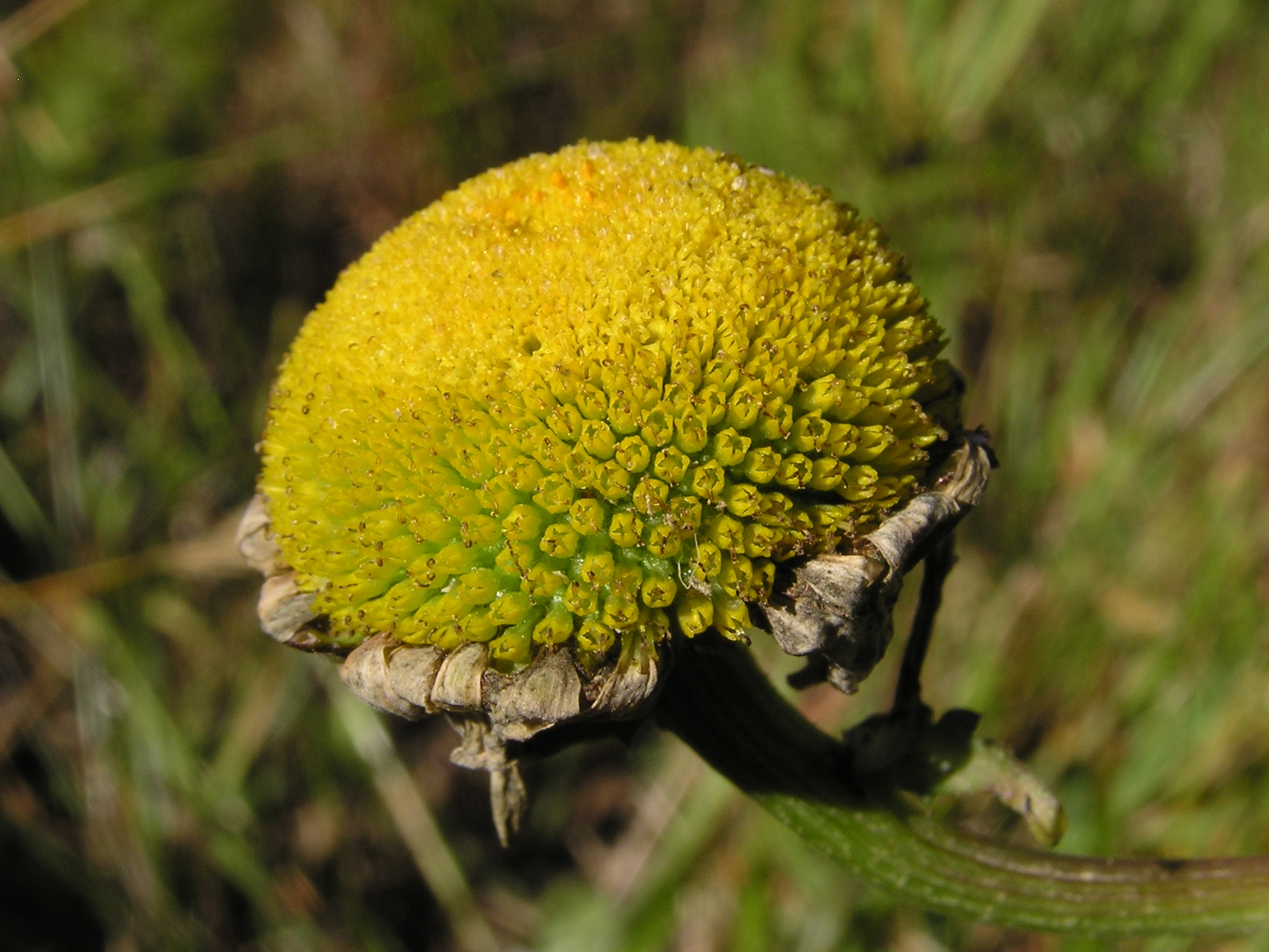
Érés

## Fordítás
- Ez a szócikk részben vagy egészben  a   Leucanthemum vulgare című angol Wikipédia-szócikk ezen változatának fordításán alapul.  Az eredeti cikk szerkesztőit annak laptörténete sorolja fel. Ez a jelzés csupán a megfogalmazás eredetét és a szerzői jogokat jelzi, nem szolgál a cikkben szereplő információk forrásmegjelöléseként.
- Ez a szócikk részben vagy egészben  a   Margerite című német Wikipédia-szócikk ezen változatának fordításán alapul.  Az eredeti cikk szerkesztőit annak laptörténete sorolja fel. Ez a jelzés csupán a megfogalmazás eredetét és a szerzői jogokat jelzi, nem szolgál a cikkben szereplő információk forrásmegjelöléseként.